# U-SIM

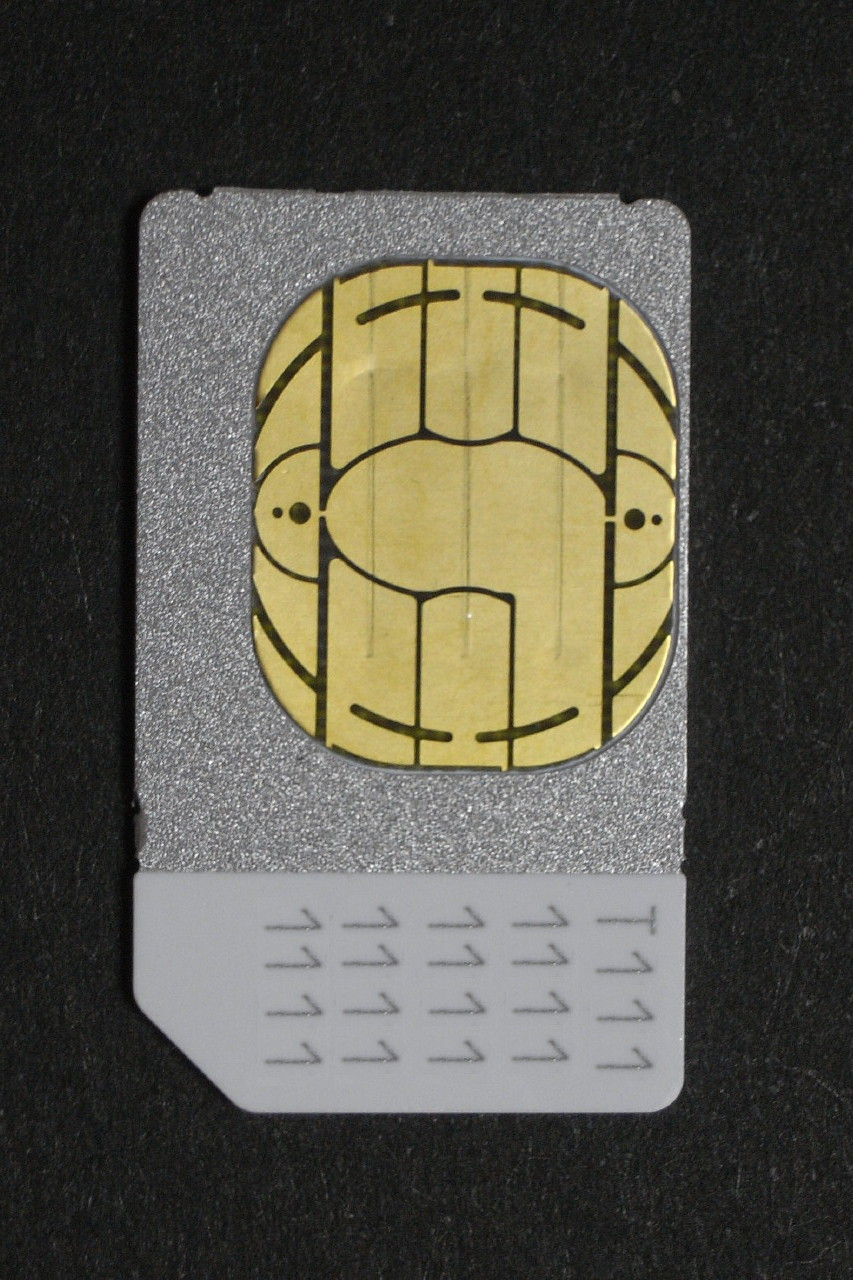
U-Simkaart

Universal Subscriber Identity Module is een simkaart aangepast voor de derde generatie mobiele telefonie genaamd UMTS.
De kaart werkt op JAVA-technologie en ziet er van buiten exact hetzelfde uit als zijn voorganger.
U-SIM-kaarten hebben vandaag de dag een geheugen tot 512 MB. Er zou dus een complete film voor de mobiele telefoon in kunnen.